# E Supremi
E supremi (en español, Desde lo Alto) es el título de la primera encíclica del papa Pío X, publicada el 4 de octubre de 1903. 

## Contenido
Se trata de la primera encíclica del Pontífice, que había sido elegido papa dos meses antes (4 de agosto de 1903); la comienza expresando su profundo sentimiento de indignidad para el servicio al que ha sido llamado; cita en este sentido la oración de san Anselmo de Canterbury cuando, a pesar de su oposición fue elegido arzobispo.

Estoy aquí para testimoniarlo, con mis lágrimas y las voces y los rugidos de mi corazón afligido; de un modo que no recuerdo haber expresado por ningún dolor antes de ese día en que cayó sobre mí el grave peso del arzobispado de Canterbury. Aquellos que fijaron sus ojos en mi cara ese día no podían ignorar este hecho [...] Más como un cadáver que como una persona viva, estaba pálido de asombro y consternación. A esta elección, o más bien a esta violencia, hasta ahora me he opuesto en la medida de lo posible. Pero ahora, voluntaria o involuntariamente, me veo obligado a admitir en cada momento que la voluntad de Dios es cada vez más resistente a mis intentos, de modo que de ninguna manera puedo escapar de ella.
San Anselmo de Canterbury, Epp. 1.III, ep.1.

El papa ve que ha sido llamado para regir la Iglesia en un momento especialmente grave, pues

¿quién puede ignorar que la sociedad humana está afligida, más todavía que en los tiempos pasados, por un gravísimo e íntimo mal que, agravándose de día en día, está corrompiéndola en todas sus fibras, la conduce a su ruina?
E supremi, n. 3.

Ante esta situación, el papa se acoge a Aquel que puede confortarlo y declara que "en el ejercicio del Pontificado, Nos tendremos un solo  propósito de 'instaurar todas las cosas en Cristo', a fin de que 'Cristo sea todo y en todos' '".
Este camino que lleva a Cristo pasa a través de la Iglesia, por eso recuerda, con palabras de San Juan Crisóstomo "tu esperanza, tu salvación y tu refugio es la Iglesia"; es necesario para ello conducir a los cristianos a la antigua dignidad de las leyes y de la enseñanza del evangelio. 

debemos proclamar en voz alta las verdades transmitidas por la Iglesia, todos sus documentos sobre la santidad del matrimonio, sobre la educación y formación de los hijos, sobre la posesión y el uso de bienes, sobre los deberes de los administradores públicos;  finalmente, se debe restablecer un cierto equilibrio entre las diversas clases sociales de acuerdo con las leyes e instituciones cristianas
E supremi, n.9

Para alcanzar este objetivo ha de ponerse todo empeño en formar a Cristo en los sacerdotes, que están llamados formar a Cristo en todos los fieles; corresponde pues a los obispos conducir al clero a la santidad, y esto exige que abandonen todas las ocupaciones mundanas; cuidar la formación que se da en los seminarios; y  elegir con cuidado los candidatos al sacerdocio, "no olvidando lo que Pablo escribe a Timoteo: 'no tengas prisa para imponer las manos a alguno', considerando atentamente que con frecuencia los fieles serán como aquellos que destinaste al sacerdocio" (n. 11).
La labor pastoral del clero debe tener en cuenta la necesidad de formar a todos los fieles:

¿Quién puede olvidar, Venerables Hermanos, que cuando los hombres son guiados por la razón y la libertad, la formación religiosa es el medio más eficaz para restaurar en la mente el imperio de Dios? ¡Cuántos son los que odian a Cristo, que detestan la Iglesia y el Evangelio más por ignorancia que por maldad mental! De ellos podríamos decir con razón: "Blasfeman todo lo que ignoran". Esta actitud no se encuentra solo entre la multitud de iletrados que puede confundirse fácilmente; sino también en las clases educadas e incluso entre aquellos que gozan de una erudición poco común. De ahí procede en muchos la pérdida de la fe. No debe admitirse que la fe puede ser apagada por el progreso de la ciencia, sino más bien por la ignorancia; de hecho, donde la necedad es mayor, hay más evidencia del colapso de la fe. Por lo tanto, los Apóstoles fueron ordenados por Cristo: "Ve y enseña a todas las naciones"
E supremi, n. 12.

Es esta una tarea -la formación religiosa de los fieles- en la que los sacerdotes deben contar con la colaboración de todos los fieles, pues Dios ha encomendado a cada uno el cuidado de su prójimo, debiéndose empeñar en esta labor bajo la guía y la dirección de los obispos (n. 14).

Dios, "que es rico en misericordia", acelera benignamente esta restauración del pueblo humano en Cristo Jesús; de hecho "esta no es la obra de los que quieren, ni de los que corren, sino de Dios misericordioso".
E supremi, n. 15

Concluye el papa la encíclica invocando el copioso socorro de la gracia divina, e impartiendo a los obispos, a quien dirige esta encíclica, al clero y su pueblo la Bendición Apostólica (n. 16).